# Liquidmetal

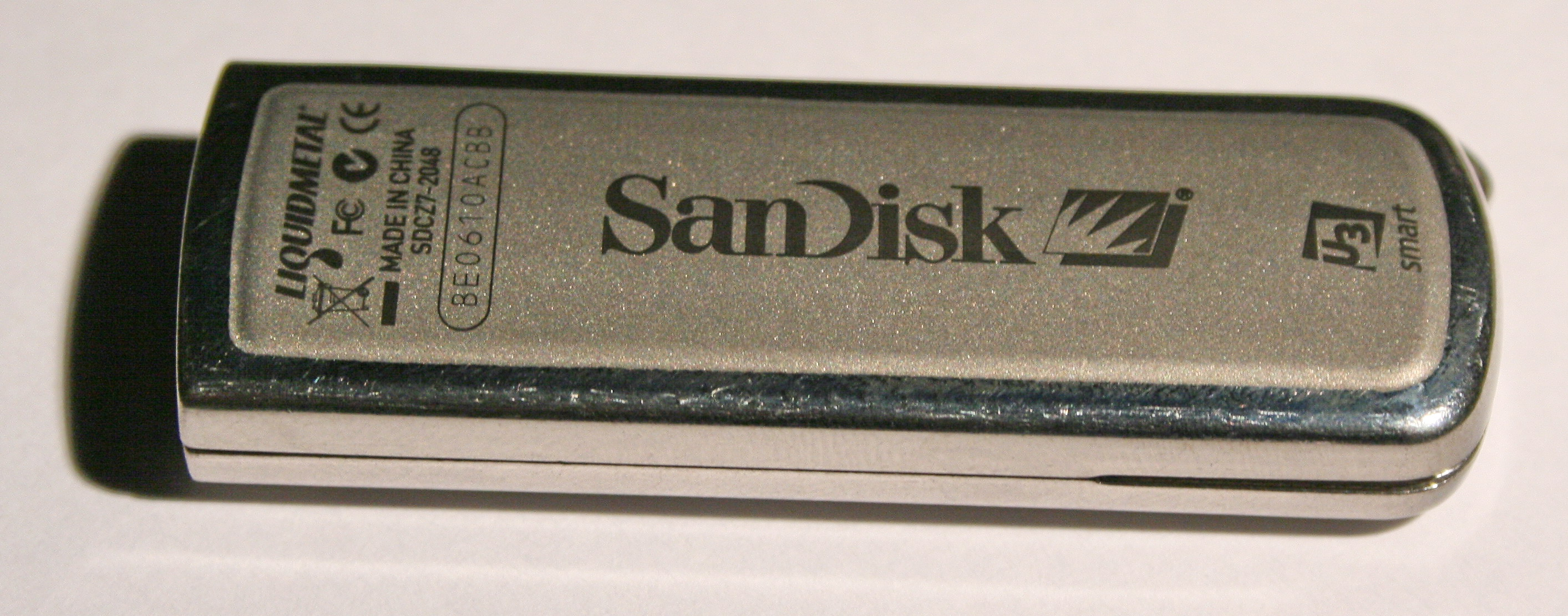
USB-Stick mit Liquidmetall-Gehäuse

Liquidmetal und Vitreloy sind Markennamen für amorphe Metall-Legierungen (sog. metallische Gläser), die von der Firma Liquidmetal Technologies entwickelt wurden. Durch ihre nicht-kristalline Struktur sind die verwendeten Zirconium-Legierungen widerstandsfähiger und elastischer als Legierungen aus Titan oder Aluminium, die in den gleichen Bereichen eingesetzt werden. Der Werkstoff findet im militärischen und industriellen Bereich vielfach Anwendung; am bekanntesten ist jedoch seine Verwendung in Sportgeräten wie Skiern, Tennis-, Softball- und Baseballschlägern.
Als Erfinder des Liquidmetal gilt der türkische Forscher Atakan Peker.
Ein Beispiel für die Zusammensetzung einer Legierung (Vitreloy 106a): Zirconium 58,5 %; Kupfer 15,6 %; Nickel 12,8 %; Aluminium 10,3 %; Niob 2,8 %.